# Wilhelm Canaris
Pour les articles homonymes, voir Canaris.
 (juillet 2019).
Wilhelm Canaris, né le 1er janvier 1887 à Dortmund dans l'Empire allemand, mort le 9 avril 1945 au camp de Flossenbürg dans le Troisième Reich, est un amiral allemand, responsable de l'Abwehr, le service de renseignement de l'armée allemande, de janvier 1935 à février 1944. Il s'est clandestinement opposé aux menées nazies, et notamment à celles de Reinhard Heydrich, alors qu'il était en poste.
Jusqu'à la fin de la Première Guerre mondiale, c'est un brillant officier de marine doublé d'un polyglotte (il parlait couramment cinq langues). Ayant produit de bons rapports politiques et militaires lors de différentes missions, il devient informateur pour le compte du ministère des Affaires étrangères allemand. En 1924, il fonde et devient responsable de l'« Organisation », précurseur de l'Abwehr. En tant que responsable de celle-ci, il voyage et noue plusieurs amitiés dans différents pays, lesquelles servent à créer la « cinquième colonne » allemande.
Pendant les premières années de la Seconde Guerre mondiale, en tant que chef de l'Abwehr, il mène différentes opérations de renseignements essentielles à la victoire de l'Allemagne nazie. Dans les pays occupés, ses services participent activement à la répression des mouvements clandestins de la Résistance, notamment en France. En revanche, tout en étant loyal à l'Allemagne, il rejette le nazisme et aurait réprouvé toutes les persécutions menées contre les différentes populations, sauvant notamment des Juifs en les envoyant en Espagne. Il appuie différentes tentatives de tuer Adolf Hitler, qui toutes échouent. Soupçonné d'avoir pris part au complot du 20 juillet 1944, il est interné à Flossenburg avant d'être condamné à mort par un tribunal spécial et exécuté.

## Biographie

### L'apprentissage du métier
Les ancêtres de Wilhelm Canaris viennent d'Italie et se sont établis en Rhénanie au XVIIIe siècle. Son père, un maître de forges, respecte Bismarck, craint les socialistes « et pense que l'Allemagne est le premier pays du monde ».
Wilhelm se montre, entre autres, très doué pour les langues. Au lycée de Duisbourg, il fait des études particulièrement brillantes, où il apprend l'anglais et acquiert de très bonnes notions en français. Plus tard, lors d'une longue mission en Amérique du Sud, il apprend l'espagnol en quelques mois.
Malgré ses brillantes études, il décide de s'engager dans la marine militaire allemande, à la stupeur de ses parents. En effet, à cette époque, l'armée paie mal ses soldats. La marine jouit pourtant d'une bonne réputation. Le 1er avril 1905, Canaris s'engage comme cadet de la marine impériale à Kiel.
En 1907, il s'embarque à bord du croiseur Bremen pour un long périple en Amérique du Sud, car l'Allemagne a décidé de protéger tous ses ressortissants qui vivent sur ce continent troublé. Pendant la traversée de l'Atlantique, Canaris se fait remarquer par son désir d'apprendre et ses camarades le surnomment le « fouinard ». Témoin des révolutions et coups d'État qui surviennent sur le continent, il décide de rédiger un rapport sur la situation qu'il fait parvenir à Berlin. Son rapport est jugé d'excellente qualité et le ministère des affaires étrangères engage Canaris comme informateur.
En mai 1910, il est officier sur un torpilleur qui effectue une visite d'amitié auprès des pays scandinaves. Cette fois-ci, Canaris produit un rapport très détaillé sur l'activité des agents secrets britanniques en Norvège et au Danemark. En octobre 1912, il embarque sur le croiseur Dresden et part en tournée d'inspection en mer Égée. Il étudie alors les Balkans, où les intérêts allemands sont en jeu. Par la suite, Canaris débarque en Turquie et convertit ses compatriotes en informateurs pour le compte de l'Allemagne. Il en profite aussi pour nouer des relations avec des officiers turcs, lesquelles portent leurs fruits pendant la Première Guerre mondiale.
En 1914, il repart à bord du Dresden, cette fois-ci à destination du Mexique, où la révolution gronde. Le navire recueille le président Huerta, qui a quitté son pays en catastrophe, et l'amène à la Jamaïque. Quelques semaines plus tard, la Première Guerre mondiale éclate et le Dresden, seul survivant de la bataille des Falklands, est pourchassé. Lorsque le navire, en manque de combustible et acculé par la marine britannique, est contraint de livrer bataille, Canaris est envoyé pour négocier un cessez-le-feu ; pendant ce temps, l'équipage en profite pour évacuer et saborder le navire. Malgré cela, peu de temps après, les marins sont internés sur l'île Quiriquina.
Quatre mois plus tard, malgré la douceur de la captivité, Canaris s'enfuit de l'île le 17 juillet 1915 à bord d'un canot. Après avoir touché terre dans les environs, il effectue une marche de 600 kilomètres à travers les forêts du Chili. Il traverse ensuite la Cordillère des Andes à cheval. Épuisé, il est accueilli par une famille de riches planteurs allemands. En janvier 1916, il obtient un passeport chilien et s'embarque à bord d'un navire à destination des Pays-Bas. Lors d'une escale obligatoire à Plymouth, ville britannique, il subit avec sang-froid le contrôle de sécurité. Une fois débarqué à Rotterdam, il retourne chez lui en Allemagne.
Malgré ses péripéties, Canaris rapporte de précieuses informations. En effet, il a produit une étude extrêmement détaillée du canal de Panama, incluant ses points forts et ses points faibles. Canaris aspire à du repos, mais le ministère des Affaires étrangères en décide autrement. Il repart le 17 avril 1916 pour l'Espagne dans le but d'assurer le ravitaillement des sous-marins allemands entre Gibraltar et le golfe de Gascogne. Il y parvient en moins de trois mois, mais son action n'est pas passée inaperçue aux yeux du renseignement britannique. Une légende veut qu'il ait eu une liaison avec Mata Hari puis, lorsque sa maîtresse fut sur le point d'être démasquée, qu'il l'ait livrée aux Français.
Canaris, qui possède toujours son passeport chilien, demande un visa pour aller se faire soigner en Suisse. Il se mord les lèvres au sang pour mieux simuler l'hémoptysie dont il semble souffrir. Profitant d'un jour de congé, il traverse la frontière française sans encombre. Après une longue traversée de la France, des douaniers italiens soupçonneux le font jeter en prison. Il y est torturé pendant deux mois, mais ne parle pas. Une fois libéré, il est refoulé vers l'Espagne, avec ordre de s'embarquer à bord d'un navire qui fait escale à Marseille, lui faisant courir le risque de se faire emprisonner pour de bon. Il parvient à convaincre le capitaine de brûler l'étape de Marseille, mais Madrid n'est plus sûre pour lui non plus. Des amis le cachent, avant qu'il ne retourne en Allemagne à bord d'un sous-marin.
Son nom étant trop connu du Deuxième Bureau français et des services secrets britanniques, Canaris ne peut plus prendre part à des missions secrètes. En conséquence, il prend le commandement d'un sous-marin, le U-34, du 18 janvier au 13 mars 1918, mais la guerre est perdue pour l'Allemagne. La flotte britannique traque les sous-marins allemands avec une efficacité redoutable, et Canaris retourne à Kiel pour y échapper. Le 8 novembre 1918, la marine allemande se mutine : il n'a que le temps de s'enfuir et de retourner à Berlin.
Toutes ces aventures ont marqué Canaris. Il est maintenant un citoyen du monde, avec des amis un peu partout sur la planète, ce qui lui fait rejeter les dogmes et les théories qui fusent dans l'Allemagne ravagée par la guerre. La paix, imposée depuis l'extérieur, lui semble toutefois inacceptable.

### Après la Première Guerre mondiale
Gustav Noske, chef du Parti social-démocrate d'Allemagne (SPD) au lendemain de la Première Guerre mondiale, fait appel aux services de Canaris en janvier 1919. Il recherche des militaires loyaux à la monarchie, ce jeune officier à l'intelligence vive et capable de comprendre rapidement les enjeux politiques, incarné par Canaris, correspond tout à fait à ce que recherche Gustav Noske. Armé de la confiance de Noske, Canaris établit des milices patriotiques en Bavière destinées à étouffer toutes tentatives révolutionnaires. Il y épouse Erika Waag, qu'il avait rencontrée lors d'une permission antérieure.
Noske envoie Canaris en mission à l'assemblée constitutive de Weimar, où il observe les députés et tente de les convaincre que l'armée est nécessaire pour faire renaître l'Allemagne de ses cendres. Après quelques semaines, ses démarches étant vaines, Canaris y assiste seulement en tant que spectateur. À la suite de multiples putschs manqués dans l'Allemagne déstabilisée, Canaris, soupçonné d'avoir aidé un officier allemand à s'enfuir en Suisse, est arrêté. Il est libéré au bout de quelques mois, sa culpabilité n'ayant pu être démontrée.
Noske a de plus en plus confiance en lui, et le nomme à son cabinet. Leur amitié durera toute leur vie.
En 1922, Canaris est nommé capitaine de corvette à bord du croiseur Berlin, un navire-école pour les futurs officiers de marine. C'est à bord de celui-ci qu'il rencontre ses deux plus farouches adversaires : Heinrich Himmler, futur chef de la SS, et Reinhard Heydrich, futur chef de la SD. Ils sont d'abord amis : Canaris participe à la formation politique de Reinhard Heydrich, et ce dernier pensera à son camarade pour le poste de chef de l'Abwehr.
En décembre 1923, il est sollicité depuis quelques semaines pour devenir le futur chef d'un service de renseignements digne de ce nom. Il accepte le poste à la double condition de ne pas quitter la marine, choisissant lui-même ses affectations, là où il estime être le plus utile, et de maintenir secrète et hors de tout contrôle administratif l'« Organisation ». Son interlocuteur, le colonel Schleicher, croyant avoir affaire à un bon officier docile, en est interloqué. Après quinze jours de réflexion, Schleicher accepte ces conditions.
Pendant cinq mois, de  décembre 1923 à  avril 1924, Canaris réfléchit à ce qu'il s'apprête à faire, tout en continuant son service à bord du Berlin. Il détermine que l'inefficacité des services de renseignements allemands, pendant la Première Guerre mondiale, tient à ce qu'ils opèrent sans tenir compte du contexte politique. Par exemple, s'ils avaient compris que couler le navire Lusitania précipiterait l'entrée en guerre des États-Unis, ils ne l'auraient pas ordonné.
En  avril 1924, il part en « inspection » à destination du Japon. Officiellement, il s'intéresse à la construction navale au pays du Soleil Levant. Officieusement, il en profite pour entretenir ou activer des sympathisants allemands à chacune des 28 escales qu'il y a à faire. Il prend le pouls politique dans les différents pays visités. Sa conclusion : seule l'Allemagne est capable de faire front au socialisme et d'assurer la défense des sociétés libérales.
Tous ces sympathisants qu'il recrute forment la « cinquième colonne », qui sera bientôt redoutée de par le monde.
De retour de voyage, il produit un rapport qui étonne et impressionne Schleicher, lequel décide que Canaris doit s'installer à Berlin. Il y devient un officier qui remplit de vagues fonctions administratives ; dans les faits, il s'occupe du réarmement naval. Par exemple, en  février 1925, il est aux Pays-Bas, où il discute de la fabrication de sous-marins, tout en continuant à recruter pour l' « Organisation ». En novembre, il visite officiellement l'Espagne en touriste mais, en secret, négocie l'achat de torpilles et recrute encore.
En  janvier 1928, ses déplacements pouvant avoir attiré l'attention de différents services secrets alliés, il se met en sommeil. Il part toutefois en vacances en Amérique du Sud, pour y établir, là encore, des contacts.
Le 17 août 1928, il entend parler pour la première fois d'Adolf Hitler. Conclusion de l'un de ses aides de camp : « Ce que fait Hitler est complètement fou ; il risque de jeter à bas tout le travail que nous faisons à l'étranger car, à nouveau, on va avoir peur de nous. » Bien que certains, dont Schleicher, tentent de rassurer Canaris en lui disant qu'Hitler n'est pas pris au sérieux à l'étranger, il s'inquiète de plus en plus de la montée en puissance du NSDAP. Il envoie de multiples lettres à Schleicher, mais celui-ci reste impassible.
C'est en 1931 que Schleicher prend peur, car Hitler a 400 000 « chemises brunes » (les SA) à sa disposition. Le  31 juillet, les 230 députés nazis entrent au Reichstag en scandant « Heil Hitler ! »
Canaris, alors Kapitän zur See, prend à partir du 1er octobre 1932 le commandement du SMS Schlesien ; son chef, le commandant des cuirassés Max Bastian, a choisi celui-ci - son premier commandement - comme navire amiral.
Le 30 janvier 1933, Hitler est maître de l'Allemagne après que le président de la République, Paul von Hindenburg, l'a nommé chancelier. Canaris est effondré : pour lui, ce moment est pire que la défaite allemande de 1918.
Le 6 février 1933 est une date capitale pour Canaris : son ami des bons et mauvais jours, Richard von Katzener, lui parle sans mâcher ses mots des nazis et de leurs méthodes. Certes, Canaris souhaite rompre « les chaînes du traité de Versailles », mais par la ruse, l'intelligence et l'astuce, et non pas par la guerre. C'est pourquoi il refuse que l'« Organisation mondiale d'influences allemandes » serve aux desseins du nazisme, car c'est sur elle que reposent l'avenir et le futur renom de l'Allemagne véritable.
Le 30 juin 1934, Schleicher est assassiné lors de la nuit des Longs Couteaux. En septembre, Canaris est muté dans une forteresse et devient contre-amiral, signe a priori de fin de carrière ; en fait, elle connaît un renouveau. Depuis plusieurs mois, le chef officiel de l'Abwehr, Conrad Patzig (de), refuse que son service soit coiffé par la Gestapo ou le SD ; Heydrich et Himmler insistent pour qu'il soit limogé. Un remplaçant, de préférence marin, doit lui succéder. Même si le grand patron de la marine, l'amiral Erich Raeder, ne l'aime pas, il propose Canaris, car la marine risque de perdre un poste important. Le contre-amiral est, selon lui, trop cosmopolite, intellectuellement trop mobile et désinvolte face aux supérieurs. Avec l'appui de son ancien supérieur Bastian, devenu no 2 de la flotte de la Baltique, Canaris devient officiellement chef de l'Abwehr le 1er janvier 1935.
Dans le service, il est surnommé « Le Vieux » malgré ses 47 ans, car il a déjà les cheveux blancs. Il ne participe pas aux agapes dont sont friands les notables du régime nazi. Il sort peu, reçoit peu et pratique deux sports : le tennis et l'équitation.
À cette époque, l'Allemagne est friande d'espionnage ; pratiquement toutes les organisations importantes ont leur propre service : par exemple, Hermann Göring supervise un service chargé de déchiffrer les télégrammes échangés par les ambassades. Les organisations s'épient entre elles également. Himmler, chef de la Gestapo, ne fait pas exception : il place le commandant Bemmler, nazi notoire, dans les services spéciaux de l'Abwehr. Canaris lui fait faire erreur sur erreur dans le but de l'éliminer.
Canaris, rompu à l'espionnage, utilise l'Abwehr pour infiltrer les organisations qui font concurrence à son service. Avant tout, cependant, il veut en faire une organisation efficace au service exclusif de l'armée. Il veut qu'elle soit un point de ralliement pour tous ceux qui veulent une Allemagne forte, national-socialisme en moins.
Il fait face à deux redoutables adversaires : Himmler et Heydrich. Ce dernier veut à tout prix une seule et unique police secrète, et l'Abwehr doit y être intégrée comme section. Après d'âpres négociations, lui et Canaris définissent un accord en dix points, surnommé « les dix commandements ». L'Abwehr continue à faire de la recherche de renseignements, tout comme elle fait du contre-espionnage, mais sans déborder du cadre militaire. Ce qui touche au politique relève de la SD ou de la Gestapo.
En  septembre 1936, Canaris se rend en Espagne pour épauler Franco, ami personnel. Par contre, en Allemagne, la cause de Franco suscite un intérêt limité ; à peine veut-on lui vendre quelques avions. Le chef de l'Abwehr rend visite à un général italien et apprend que Mussolini est favorable à Franco. Muni de cette information, il prend rendez-vous avec Hitler et affirme que l'Allemagne doit combattre le communisme qui menace en Espagne, ce que fait déjà Mussolini selon lui. Hitler approuve cette aide ; la guerre d'Espagne fut un banc d'essai pour les avions et les pilotes de chasse allemands, qui devinrent ainsi de redoutables adversaires en combat aérien.Citons par exemple le dramatique bombardement de Guernica,par la légionCondor, le 26 Avril 1937.
En ce qui concerne la politique raciale, Canaris éprouve de l'aversion pour les persécutions à l'encontre des Juifs. Son service possède les ressources nécessaires pour produire des passeports ; il en fait émettre pour différents Juifs qui quittent l'Allemagne nazie, et agit de même avec d'autres groupes menacés par les nazis. En outre, alors que les lois raciales interdisent aux Juifs de rester dans l'administration, Canaris maintient en place de nombreux agents et militaires juifs, en disant qu'ils lui sont indispensables. D'après certaines sources, toutefois, c'est lui qui serait à l'origine de l'obligation du port de l'étoile jaune.
Canaris souhaite la fin d'Hitler, mais se doit d'agir prudemment, car il fait l'objet d'une surveillance attentive de la part de la Gestapo, du SD et des SS. Il approuve maints complots visant à éliminer Hitler et ses proches (notamment en 1938), mais tous se soldent par des échecs. En parallèle, la qualité du travail de contre-espionnage se maintient.

### La Seconde Guerre mondiale
Le 1er septembre 1939, l'armée allemande envahit la Pologne. La France et le Royaume-Uni déclarent aussitôt la guerre à l'Allemagne. Le 3 septembre, les Britanniques détruisent une grande partie du réseau d'espionnage allemand sur leur sol. Plus de 4 000 agents sont arrêtés. Il s'agit du premier revers important pour Canaris.
Canaris s'entretient avec divers généraux allemands en Pologne. Il tente de les convaincre que la France reste dangereuse, mais en vain.
Canaris a peut-être négligé son travail à la tête de l'Abwehr, car il lui faut quinze mois supplémentaires avant de comprendre que le reste de son réseau au Royaume-Uni est aux mains des services secrets britanniques. Malgré cet important échec, l'amiral ne dételle pas. Il fournit en effet des informations de premier ordre aux armées allemandes, tant pour la France que pour d'autres pays. Par exemple, l'Abwehr connaît tous les aérodromes français, ainsi que le nom de tous les pilotes de chasse français.
Par l'intermédiaire du Vatican, Canaris fait avertir différents pays de l'invasion imminente par l'armée allemande. Malheureusement, Hitler a plusieurs fois modifié la date de l'attaque, ce qui conduit les émissaires de Pie XII à donner des dates différentes. Aussi, lorsque le 4 mai 1940, la bonne date du 10 mai est transmise, les gouvernements belge, britannique et français, plusieurs fois induits en erreur, ne prennent pas cette source de renseignement au sérieux. Le chef du SD, Reinhard Heydrich, comprend que l'amiral joue double jeu, mais ne parvient pas à le prouver.
Installés dans divers pays occupés, les services de Canaris se signalent cependant par leur action répressive contre la Résistance locale. Installée à l'hôtel Lutetia à Paris, l'Abwehr est ainsi responsable de l'arrestation de centaines de résistants français, notamment entre 1940 et 1942, et du démantèlement des premiers réseaux et mouvements clandestins, ainsi que du groupe du musée de l'Homme. L'Abwehr n'hésite pas dans sa tâche à avoir recours à la torture et autres méthodes proches de celles de la Gestapo. L'historien et ancien résistant Henri Michel souligne avec sévérité que certains agents jouaient de la réputation d'opposant de Canaris pour tromper plus facilement certaines de leurs victimes.
D'après l'auteur britannique Richard Bassett, Franco s'aidait beaucoup des conseils de Canaris ; c'est ce dernier qui lui fournit les arguments principaux qui aidèrent le Caudillo à manœuvrer Hitler lors de l'entrevue d'Hendaye. Il précisa à Serrano Súñer, le ministre espagnol des Affaires étrangères et beau-frère de Franco : « Dites à Franco qu'aucun soldat allemand ne posera jamais le pied en Angleterre ». Les notes prises par l'interprète Paul-Otto Schmidt montrent que Franco a bien suivi les recommandations faites précédemment par Canaris durant l'entrevue, qui se solda par un échec.
À l'hiver 1941, Canaris se rend en personne en Espagne, pays neutre, pour parler à des agents américains de la prochaine invasion de la Russie, prévue au mépris du pacte de non-agression. Il remet même un dossier sur les atrocités commises en Pologne. Rien n'y fait. Le 25 février 1941, à la suite de tractations avec Wilhelm Canaris, Stepan Bandera reçoit au nom de l'OUN (B) deux millions et demi de marks, pour former le corps de la future armée de l'Ukraine indépendante. Le 11 décembre 1941, l'Allemagne déclare la guerre aux États-Unis, quatre jours après l'attaque japonaise contre Pearl Harbor. Canaris doit reconstituer son réseau d'espions en Amérique, mis à mal par le FBI, le 30 juillet suivant.
Il monte une tentative de sabotage sur le sol américain, mais celle-ci se solde par un échec en raison de la défection de l'un des saboteurs. Ce dernier livre l'ensemble du réseau d'agents dormants aux États-Unis. Le FBI les arrête tous, et l'Abwehr ne parvint jamais à reconstruire un réseau digne de ce nom aux États-Unis. Canaris explique à Hitler que les agents étaient gestapistes, et mal entraînés. Six membres de la mission sont exécutés sur la chaise électrique (voir Opération Pastorius). Hitler est atterré et demande de ne plus envoyer de membres du parti en mission.
Début 1942, à la suite d'une attaque contre un poste de DCA en territoire français, les Britanniques mettent la main sur un système perfectionné de visée pour canon. Hitler somme Canaris de lui fournir de l'information sur la technologie britannique, mais ce dernier en est incapable. Himmler et Heydrich en profitent pour mener une cabale contre Canaris. Hitler est maintenant plus sensible à leurs arguments.
Au printemps de 1943, un désastre s'abat sur le chef de l'Abwehr : un agent se fait arrêter pour trafic de devises et demande à Canaris d'intervenir, mais ce dernier refuse. Par vengeance, le trafiquant transmet à Walter Schellenberg, chef du service de renseignement politique, tout ce qu'il sait sur l'Abwehr. Schellenberg connaît maintenant le talon d'Achille de Canaris : le colonel Hans Oster, un homme de confiance, souvent trop hardi.
Pour redorer son image, à la suite du renversement non annoncé de Mussolini, l'amiral transmet un dossier détaillé à Hitler sur le maréchal italien Badoglio, lequel passait pour un partisan d'Hitler, mais qui est plutôt un admirateur de la France et du Royaume-Uni. Le dossier, par sa formulation, semble incriminer le maréchal Wilhelm Keitel pour négligence.

### Le chant du cygne[14]
À la fin de l'année 1943 ou au début de l'année 1944, il aurait rencontré à Paris, au 125 de la rue de la Santé, au petit prieuré des sœurs de Béthanie, le "colonel", chef français du réseau Jade-Amicol, afin de contacter W. Churchill pour des pourparlers de paix. Mais le «Prime Minister» refuse de l'écouter.[réf. nécessaire]
En février 1944, en disgrâce, Canaris quitte la tête de l'Abwehr. Se sachant condamné par le régime, il envoie sa famille en territoire plus sûr.
Juste après l'attentat du 20 juillet 1944 contre Adolf Hitler, il reçoit l'appel d'un conspirateur, qui croit savoir qu'Hitler est mort dans l'attentat. Sachant sa ligne téléphonique sur écoute, il feint d'ignorer tout du complot. Néanmoins, le 29 juillet, Walter Schellenberg, accompagné de deux hommes, vient l'arrêter à son domicile. Il offre une heure à l'amiral pour régler quelques affaires personnelles, c'est-à-dire se suicider. Ce dernier décline, se lave, se rase et embarque à bord de la voiture.

#### Arrestation
Pendant des mois, Canaris subit stoïquement différents traitements humiliants : menottes qui lui serrent les poignets, lumière violette qui empêche de dormir, obligation de nettoyer le sol comme le font les marins sur les navires, etc. Il est longuement interrogé (apparemment pas torturé physiquement), mais ne révèle rien et parvient même parfois à soutirer des renseignements à ses geôliers.
Le 3 février 1945, à la suite d'un bombardement massif de Berlin qui détruit une partie de la prison de la Gestapo, il est décidé de transférer les prisonniers dans les camps de concentration de Buchenwald (en Thuringe) et Flossenbürg (dans le Haut-Palatinat en Bavière).
À Flossenbürg, Canaris occupe la cellule 22. Il y rencontre le capitaine Lundig, ancien chef des services d'espionnage danois. Ils mettent au point un code pour communiquer et Canaris lui transmet ce qu'il sait, sorte d'autobiographie, la seule connue au début du XXIe siècle.
Le 17 mars suivant, Ernst Kaltenbrunner, le chef du SD, vient personnellement l'interroger. On ne sait rien de leur très longue conversation, mais il est possible que le chef SS, sentant la fin de l'Allemagne nazie proche, ait tenté de connaître quelques contacts britanniques de Canaris pour préparer sa fuite. Il serait alors reparti bredouille. Après son départ, Canaris a commencé à être interrogé plus physiquement.
Le 5 avril 1945, cinq volumes des archives personnelles de Canaris sont transmis à Hitler, dans lesquelles figurent tous les détails de ses contacts avec l'ennemi. Hitler possède donc ses preuves et envoie Kaltenbrunner « liquider immédiatement » les conspirateurs.
Deux jours plus tard, un « tribunal » SS présidé par le juge (SS) Otto Thorbeck (de), hors de la présence d'avocats de la défense, écoute à peine Canaris répondre « non coupable » et le condamne à mort. S'ensuit un dernier interrogatoire au cours duquel Canaris a le nez cassé. Il adresse un dernier message à Hans Lunding : « Je meurs pour ma patrie. J'ai ma conscience tranquille. En tentant de m'opposer à la folie criminelle d'Hitler qui menait l'Allemagne à sa destruction, je n'ai fait que remplir mon devoir envers mon pays. Veillez sur ma femme et mes filles. »

#### Exécution
À l'aube du 9 avril, Canaris et ses compagnons (Hans Oster, Dietrich Bonhoeffer et d'autres) sont pendus, à l'aide de cordes à piano et entièrement nus. Lors de son procès après la guerre, l'un des bourreaux a expliqué que Canaris avait été exécuté en dernière position et en deux fois. Pendu la première fois juste suffisamment pour percevoir le « goût de la mort » et une deuxième fois définitivement (Josef Müller, l'agent de Canaris auprès du Vatican, a attendu son tour, mais a été épargné). Selon Jürgen Stroop, après sa mort, il aurait été « ... pendu par une côte avec un croc de boucher... ». Les corps ont été incinérés. Le soir même, les canons de l'artillerie alliée se sont fait entendre. Le camp de Flossenbürg fut libéré dix jours plus tard.

#### Exil de sa famille en Espagne
Après la guerre, sa femme et ses deux filles ont été escortées par deux officiers espagnols depuis la Suisse vers l'Espagne où elles sont restées les hôtes officielles de Franco. Elles ont juré de ne jamais parler de l'Abwehr.[réf. nécessaire] Sa femme est morte à Madrid en 1970.

## Réhabilitation

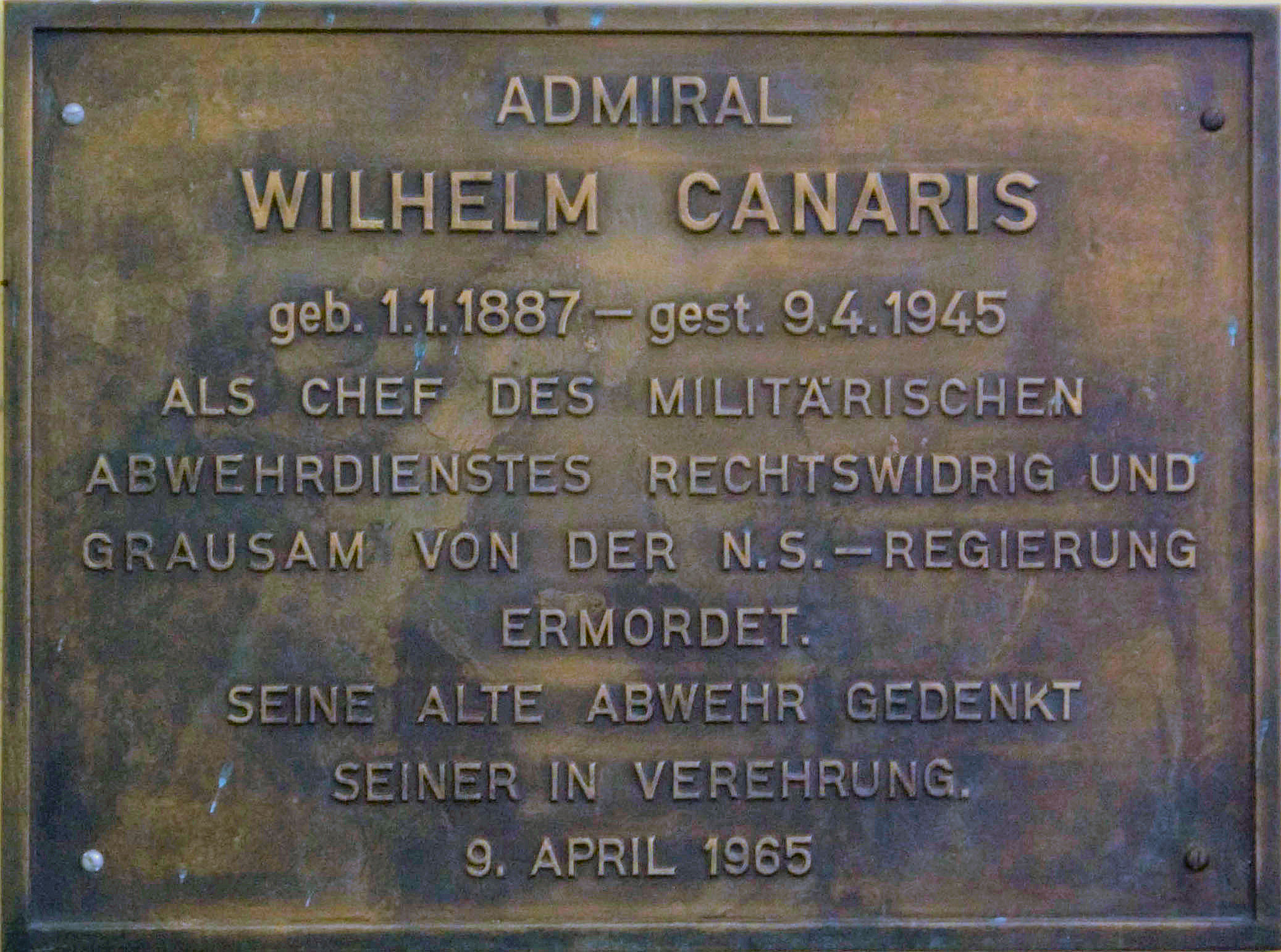
Plaque commémorative posée en 1965.

En 1996, à la suite d'une action intentée par un groupe d'étudiants, l'amiral Canaris est officiellement réhabilité à titre posthume par la justice allemande, conjointement avec le pasteur Bonhoeffer et plusieurs autres résistants. La condamnation pour haute trahison prononcée contre lui par le Troisième Reich est annulée.
Le 5 août 2009, l'AFP fait état dans une de ses dépêches de la volonté des juifs Loubavitchs que l'amiral Canaris soit honoré à titre posthume. Ce courant juif ultra-orthodoxe a demandé au mémorial Yad Vashem d'inscrire l'amiral allemand sur la liste des Justes pour avoir sauvé des Juifs durant la Seconde Guerre mondiale. Cité par l'AFP, le rabbin Binyamin Lipshitz, secrétaire de Kfar-Habad, un village proche de Tel Aviv qui abrite une communauté Loubavitch, affirme qu'« à la suite de recherches historiques, nous avons pu établir que l'amiral Canaris a aidé le rabbin Yossef Yitzchok Schneersohn, sixième de cette lignée, ainsi que cinq cents autres Juifs » à quitter Varsovie, la capitale polonaise occupée par les Allemands à compter de septembre 1939 et dans laquelle un ghetto est installé en octobre 1940 pour être liquidé deux ans et demi plus tard, au printemps 1943.

## Dans les arts et la culture populaire

### Filmographie

#### Cinéma
- 1955 : L'Amiral Canaris (titre original Canaris), film de Alfred Weidenmann ; son rôle est joué par O. E. Hasse. Le film remporte le Bambi 1956 pour le film ayant rencontré le plus grand succès en salles (geschäftlich erfolgreichster Film)[20].
- 1956 : L'homme qui n'a jamais existé de Ronald Neame ; son rôle est joué par Wolf Frees.
- 1962 : Totò et Peppino séparés à Berlin de Giorgio Bianchi, joué par Totò.
- 1964 : Atentát de Jiří Sequens ; son rôle est joué par Harry Studt.
- 1976 : 
  - L'aigle s'est envolé  ; son rôle est joué par Anthony Quayle.
  - Le Voyage des damnés de Stuart Rosenberg ; son rôle est joué par Denholm Elliott.

### Littérature

#### Bande dessinée
- 2010 : il joue un rôle dans la série Block 109.